# 盧齊基夫卡
50°51′23″N 34°21′34″E / 50.85639°N 34.35944°E
盧齊基夫卡（烏克蘭語：Луциківка）是位於烏克蘭東北部的村莊，由蘇梅州蘇梅區的米科萊夫卡鎮級市鎮負責管轄。該村處於蘇拉河畔，距離蘇利斯凱3公里，海拔高度156米，2001年人口590。